# نشان گل‌های پالونیا
نشان گل‌های پالونیا (به ژاپنی: 桐花章, Tōka shō Flowers)، به‌طور معمول بالاترین افتخاری است که به‌طور منظم در ژاپن اهدا می‌شود، معمولاً به نخست وزیران، دولتمردان ارشد ژاپن، روسای منتخب دولتهای خارجه، وزرا و حقوقدانان برجسته کابینه اعطا می‌شود. تا سال ۱۹۴۷ نیز به افسران برجسته نظامی با درجه ژنرال یا بالاتر یا معادل آن اعطا می‌شد.